# Domingo Pérez (futebolista)
Domingo Salvador Pérez (Paysandú, 7 de junho de 1936 – 16 de agosto de 2024) foi um futebolista uruguaio que atuava como atacante.

## Carreira
Domingo Pérez fez parte do elenco da Seleção Uruguaia na Copa do Mundo de 1962 e 1966. 

## Morte
Pérez morreu no dia 16 de agosto de 2024, aos 88 anos.